# Roswietha Zobelt
Roswietha Zobelt, née le 24 novembre 1954 à Rittersgrün (République démocratique allemande), est une ancienne rameuse est-allemande. Elle est double championne olympique aux Jeux de 1976 et 1980.

## Carrière
Lors des Championnats d'Europe d'aviron 1973, elle remporte une médaille d'or en quatre de couple. Roswietha Zobelt est médaillée d'or sur le quatre de couple lors des Jeux olympiques d'été de 1976, titre qu'elle conserve lors de ceux de 1980.

## Famille
Sa nièce Stephanie Schneider est une bobeuse ayant participé à deux reprises aux Jeux olympiques.

## Palmarès

### Jeux olympiques
- Jeux olympiques d'été de 1980 à Moscou ( Union soviétique) :
  -  médaille d'or du quatre de couple
- Jeux olympiques d'été de 1976 à Montréal ( Canada) :
  -  médaille d'or du quatre de couple

### Championnats du monde
- Championnats du monde 1979 à Bled ( Slovénie) :
  -  médaille d'or du quatre de couple
- Championnats du monde 1977 à Amsterdam ( Pays-Bas) :
  -  médaille d'or du deux de couple
- Championnats du monde 1975 à Nottingham ( Royaume-Uni) :
  -  médaille d'or du quatre de couple
- Championnats du monde 1974 à Lucerne ( Suisse) :
  -  médaille d'or du quatre de couple

### Championnats d'Europe
- Championnats d'Europe 1973 à Moscou ( Union soviétique) :
  -  médaille d'or du quatre de couple